# Сер Александар Тод
Александар Робертус Тод, барон Тод OM FRSE (2. октобар 1907 – 10. јануар 1997) био је шкотски биохемичар који је за истраживања о структури и синтези нуклеотида, нуклеозида и нуклеотидних коензима добио Нобелову награду за хемију.

## Детињство, младост и образовање
Тод је рођен у месту Каткарт у предграђу Глазгова, као син Александра Тода, службеника подземне железнице у Глазгову, и његове супруге Џејн Лоури.
Похађао је Алан Глен школу и дипломирао на Универзитету у Глазгову 1928. године. Докторирао је на Гетеовом Универзитету у Франкфурту на Мајни 1931. године својом тезом о хемији жучних киселина.
Тод је добио 1851 истраживачку стипендију Краљевске комисије за изложбу 1851, а након студија на колеџу Ориел, Оксфорд, стекао је нови докторат 1933.

## Каријера
Тод је обављао дужности у Институту Листер, Универзитету у Единбургу (1934–1936) и Универзитету у Лондону, где је именован читаоцем (академски степен) из биохемије.
1938. године Александар Тод је провео шест месеци као гостујући професор на Калифорнијском технолошком институту, да би на крају одбио понуду за факултет.  Тод је постао професор хемије (са титулом Сер Семјуел Хол) и директор хемијских лабораторија Универзитета у Манчестеру 1938. године, где је почео да ради на нуклеозидима, једињењима која чине структурне јединице нуклеинских киселина (ДНК и РНК).
Године 1944. постављен је за 1702 професора хемије (Yusuf Hamied 1702 Professor of Chemistry) на Универзитету у Кембриџу, коју је држао до пензионисања 1971. 1949. синтетисао је аденозин трифосфат (АТП) и флавин аденин динуклеотид (ФАД). Тод је био гостујући професор на Универзитету у Чикагу у јесен 1948. и Универзитету у Сиднеју 1950. 
1955. године помогао је у расветљавању структуре витамина Б12, иако су коначну формулу и коначну структуру одредили Дороти Хоџкин и њен тим, а касније је радио на структури и синтези витамина Б1и витамина Е, антоцијана (пигменти цвећа и воћа) од инсеката (лисне уши, бубе) и проучавао алкалоиде који се налазе у хашишу и марихуани. Радио је као председник саветодавног одбора владе Уједињеног Краљевства за научну политику од 1952. до 1964.
Изабран је за члана Христовог колеџа у Кембриџу 1944. године и био је мастер од 1963. до 1978. године. Постао је канцелар Универзитета Стратклајд 1975. године и гостујући професор на Хатфилд Политехник (Универзитет Хертфордшир) (1978–1986). Међу многим одликовањима, укључујући преко 40 почасних диплома, изабран је за члана Краљевског друштва 1942. године, био је председник Краљевског друштва од 1975. до 1980. године и постао је члан Реда за заслуге 1977. године.
Тод је 1981. године био оснивач Светског културног савета.
Преминуо је у Кембриџу 10. јануара 1997. године након срчаног удара.

## Породица
1937. Барон Тод се оженио Алисон Саром Дејл (умрла 1987), ћерком добитника Нобелове награде сер Хенрија Дејла, која је, као и Тод, била председница Краљевског друштва у Лондону. Имали су сина Александра Хенрија и две ћерке Хелен Џин и Хилари Алисон.

## Почасти
Тоду је указана част да буде предавач на Универзитету Нотр Дам 1948. године, гостујући професор на Технолошком институту у Масачусетсу 1954. године,  и предавач на Универзитету у Калифорнији, Беркли, 1957. године. 
Постао је Сер Александар Тод 1954. године а проглашен племићем као барон Тод од Трампингтона у округу Кембриџ 16. априла 1962.
У знак сећања му је постављена плава плоча коју је поставило Краљевско хемијско друштво на Одељењу за хемију Универзитета у Кембриџу. 